# Systemkonkurrenz
Systemkonkurrenz ist eine Bezeichnung für den weltweiten Wettbewerb zwischen Ländern mit unterschiedlichen politischen und gesellschaftlichen Systemen wie Kapitalismus und Sozialismus bzw. Demokratie und Diktatur. In der Epoche des Kalten Krieges konkurrierten vor allem die USA und die Sowjetunion miteinander sowie Bundesrepublik Deutschland und DDR. In neuerer Zeit wird auch die Konkurrenz zwischen USA und EU auf der einen Seite und China auf der anderen Seite als Systemkonkurrenz bezeichnet.

## Erscheinungsformen
Der sowjetische Parteichef Nikita Chruschtschow verkündete um 1960 das Ziel, die Sowjetunion solle die USA auf technischem und wirtschaftlichem Gebiet „einholen und überholen“. Ein symbolträchtiges Feld dieses Konkurrenzkampfes war die Raumfahrt, bei der die Sowjetunion 1957 und 1961 die Nase vorn hatte (Sputnikschock). SED-Generalsekretär Walter Ulbricht übernahm die Parole für die Konkurrenz zwischen DDR und „BRD“ in der Form „Überholen ohne einzuholen“.
Nach Ursula Schmiederer handelte es sich in der Ost-West-Konfrontation nicht allein um eine machtpolitische Konstellation, sondern Konflikt und Konkurrenz wurden maßgeblich durch die verschiedenen Sozialordnungen in „Ost“ und „West“ geprägt.
Udo Wengst skizzierte die Systemkonkurrenz zwischen den beiden deutschen Staaten: „Indem in der Bundesrepublik die Demokratie Fuß fasste und in der DDR mithilfe eines forcierten sozioökonomischen Wandels eine sozialistische Diktatur nach sowjetischem Vorbild etabliert wurde, verfestigten sich die konträren, miteinander konkurrierenden politisch-gesellschaftlichen Systeme in den beiden deutschen Staaten. Aus dem geteilten Deutschland wurde das doppelte Deutschland. Beide Staaten präsentierten sich als die jeweils bessere Alternative: Die Bundesrepublik etwa stellte der totalitären Diktatur in der DDR ihre freiheitlich-demokratische Grundordnung gegenüber, und die DDR verwies darauf, dass bei ihr der Faschismus ausgerottet sei, während in Westdeutschland alte Nazis weiterhin an den Schaltstellen der Macht säßen.“ Günter Gaus wies 1983 darauf hin, wie bedeutsam dieser letztgenannte Anspruch vielen Menschen in der DDR gewesen sei, auch systemkritischen Intellektuellen, mit denen er als Ständiger Vertreter der Bundesrepublik in der DDR gesprochen hatte.
Die Systemkonkurrenz wurde auch auf Feldern wie der Entwicklungspolitik, der Bildungspolitik, der Sozialpolitik und im Sport ausgetragen.